# Gabriel Schürrer
Gabriel Schürrer est un joueur puis entraîneur argentin de football, né le 16 août 1971 à Santa Fe. Il évoluait au poste de défenseur central.

## Biographie

### Carrière de joueur
Gabriel Schürrer joue en Argentine, en Espagne et en Grèce.
Il dispute 244 matchs au sein des championnats espagnols, inscrivant 13 buts.
Participant aux compétitions européennes, il dispute 15 matchs en Ligue des champions (deux buts), et deux matchs en Coupe de l'UEFA. Il inscrit son premier but en Ligue des champions le 25 novembre 2003, contre le club grec de l'Olympiakos Le Pirée. Il marque son second but le 3 novembre 2004, contre l'AS Monaco.
Il reçoit quatre sélections en équipe d'Argentine au cours de l'année 1995. Il participe avec cette équipe à la Copa América 1995 organisée en Uruguay.

### Carrière d'entraîneur
Il dirige plusieurs équipes argentines, notamment le CA Lanús en première division.
En janvier 2017, il devient l'entraîneur de l'équipe équatorienne du Club Deportivo Cuenca.

## Palmarès

### Comme joueur
- Deportivo La Corogne
  - Champion d'Espagne en 2000.

- Olympiakos Le Pirée
  - Champion de Grèce en 2005 et 2006.
  - Vainqueur de la Coupe de Grèce en 2006.

## Statistiques
| Saison                | Club                    | Championnat           | Championnat | Championnat | Coupe nationale | Coupe nationale | Coupe de la Ligue | Coupe de la Ligue | Compétition(s) continentale(s) | Compétition(s) continentale(s) | Compétition(s) continentale(s) | Total | Total |
| Saison                | Club                    | Division              | M.          | B.          | M.              | B.              | M.                | B.                | Comp.                          | M.                             | B.                             | M.    | B.    |
| 1989-1990             | Atlético Rafaela (prêt) | Primera               | -           | -           | -               | -               | -                 | -                 | -                              | -                              | -                              | 0     | 0     |
| 1990-1991             | CA Lanús                | Primera División      | 32          | 3           | -               | -               | -                 | -                 | -                              | -                              | -                              | 32    | 3     |
| 1991-1992             | CA Lanús                | Primera               | 36          | 2           | -               | -               | -                 | -                 | -                              | -                              | -                              | 36    | 2     |
| 1992-1993             | CA Lanús                | Primera División      | 36          | 2           | -               | -               | -                 | -                 | -                              | -                              | -                              | 36    | 2     |
| 1993-1994             | CA Lanús                | Primera División      | 33          | 5           | -               | -               | -                 | -                 | -                              | -                              | -                              | 33    | 5     |
| 1994-1995             | CA Lanús                | Primera División      | 31          | 7           | -               | -               | -                 | -                 | -                              | -                              | -                              | 31    | 7     |
| 1995-1996             | CA Lanús                | Primera División      | 32          | 4           | -               | -               | -                 | -                 | -                              | -                              | -                              | 32    | 4     |
| Sous-total            | Sous-total              | Sous-total            | 200         | 23          | -               | -               | -                 | -                 | -                              | -                              | -                              | 200   | 23    |
| 1996-1997             | Racing Santander        | Liga BBVA             | 35          | 1           | 8               | 1               | -                 | -                 | -                              | -                              | -                              | 43    | 2     |
| 1997-1998             | Racing Santander        | Liga BBVA             | 33          | 4           | 2               | 0               | -                 | -                 | -                              | -                              | -                              | 35    | 4     |
| Sous-total            | Sous-total              | Sous-total            | 68          | 5           | 10              | 1               | -                 | -                 | -                              | -                              | -                              | 78    | 6     |
| 1998-1999             | Deportivo La Corogne    | Liga BBVA             | 28          | 3           | 9               | 0               | -                 | -                 | -                              | -                              | -                              | 37    | 3     |
| 1999-2000             | Deportivo La Corogne    | Liga BBVA             | 19          | 0           | 3               | 0               | -                 | -                 | -                              | -                              | -                              | 22    | 0     |
| Sous-total            | Sous-total              | Sous-total            | 47          | 3           | 12              | 0               | -                 | -                 | -                              | -                              | -                              | 59    | 3     |
| 2000-2001             | UD Las Palmas           | Liga BBVA             | 31          | 2           | 1               | 0               | -                 | -                 | -                              | -                              | -                              | 32    | 2     |
| 2001-2002             | UD Las Palmas           | Liga BBVA             | 33          | 2           | 1               | 0               | -                 | -                 | -                              | -                              | -                              | 34    | 2     |
| Sous-total            | Sous-total              | Sous-total            | 64          | 4           | 2               | 0               | -                 | -                 | -                              | -                              | -                              | 66    | 4     |
| 2002-2003             | Real Sociedad           | Liga BBVA             | 23          | 0           | 1               | 0               | -                 | -                 | -                              | -                              | -                              | 24    | 0     |
| 2003-2004             | Real Sociedad           | Liga BBVA             | 33          | 1           | 0               | 0               | -                 | -                 | C1                             | 7                              | 1                              | 40    | 2     |
| Sous-total            | Sous-total              | Sous-total            | 56          | 1           | 1               | 0               | -                 | -                 | -                              | 7                              | 1                              | 64    | 2     |
| 2004-2005             | Olympiakos Le Pirée     | Alpha Ethniki         | 19          | 0           | 0               | 0               | -                 | -                 | C1                             | 8                              | 1                              | 27    | 1     |
| 2005-2006             | Olympiakos Le Pirée     | Alpha Ethniki         | 20          | 0           | 1               | 0               | -                 | -                 | C3                             | 2                              | 0                              | 23    | 0     |
| Sous-total            | Sous-total              | Sous-total            | 39          | 0           | 1               | 0               | -                 | -                 | -                              | 10                             | 1                              | 50    | 1     |
| 2006-2007             | Málaga CF               | Liga Adelante         | 9           | 0           | 1               | 0               | -                 | -                 | -                              | -                              | -                              | 10    | 0     |
| Total sur la carrière | Total sur la carrière   | Total sur la carrière | 483         | 36          | 27              | 1               | -                 | -                 | -                              | 17                             | 2                              | 527   | 39    |

## Autres
Il est cité dans l'affaire des Panama Papers en avril 2016.